# رای سانیو
رای سانیو (頼 山陽؛ ۲۱ ژانویهٔ ۱۷۸۰ – ۱۶ اکتبر ۱۸۳۲) شاعر، تاریخ‌نگار، نقاش، و نویسنده اهل ژاپن بود.